# Loxocarya cinerea
Loxocarya cinerea är en gräsväxtart som beskrevs av Robert Brown. Loxocarya cinerea ingår i släktet Loxocarya och familjen Restionaceae. Inga underarter finns listade i Catalogue of Life.